# Lantz i P3
Lantz i P3 var ett radioprogram som vanligtvis leddes av Annika Lantz. Programmet sändes i SR P3 tisdag–fredag klockan 11.03–13.00. Till en början filmades programmet för att sändas i ett dagligt sammandrag i SVT 24 och ett veckosammandrag i en av SVT:s ordinarie kanaler på fredagarna.
I programmet deltog varje dag en eller ett par aktuella gäster. Annika hade även en bisittare med i studion. Bland andra deltog Carina Berg, Jörgen Lötgård, Anders G Carlsson, Roger Wilson, Felix Herngren och Josefin Crafoord.
Under Annikas barnledigheter var Pontus Enhörning programledare i två omgångar, 2003/04 och 2005. Sommaren 2005 leddes programmet av Olle Palmlöf, Josephine Uppman och Elin Ek i varsina perioder. Under vintern 2005/06 var Thomas Ritter programledare. Kristian Luuk ledde även, under 2006, programmet då Annika hade semester och fortsatte leda programmet på fredagar.
År 2007 lades tablån om så att Lantz därefter hördes i P1 och Ritter i P3 tog över efter programmet.
Från och med våren 2007 hördes Annika Lantz i P1 i programmet Lantz i P1 och sedan hösten samma år i P4 i Lantz i P4 som sändes på fredagar. Sedan 2013 hörs Annika Lantz i Lantzkampen i P1.

## Pressmeddelanden
- 22 januari 2007: I väntan på Lantz – Lindau i P1[död länk]
- 7 februari 2007: Annika Lantz tillbaka i etern med Lantz i P1[död länk]
- 28 augusti 2007: Annika Lantz till P4[död länk]
- 20 september 2007: Premiär för Lantz i P4[död länk]

### Fotnoter
1. ↑  ”Svensk mediedatabas”. http://smdb.kb.se/catalog/search?q=%22Lantz+i%22&sort=OLDEST. Läst 16 april 2011.